# Lut Gholein
Lut Gholein (léase Lut Goléin) es una ciudad ficticia del universo del videojuego Diablo y es el centro de actividad del Acto II de Diablo II. Es una ciudad portuaria situada en el desierto de Aranoch, en las costas de los Mares Gemelos y uno de los principales centros de comercio del Oeste.

## La ciudad
Aunque la ciudad aparece en el videojuego con dimensiones bastante reducidas, del vídeo de introducción y de las historias relacionadas (especialmente la novela Legacy of Blood de Richard A. Knaak) se infiere que su tamaño debe ser mayor. Es una de las ciudades más antiguas del mundo de Santuario y su principal fuente de riqueza proviene del comercio con el Oeste y Kehjistán. La arquitectura de la ciudad guarda mucho parecido con la arquitectura árabe, y las ruinas y mazmorras de los alrededores tienen un aire típico de la arquitectura egipcia. 
La ciudad está defendida por fuertes murallas y un ejército bien armado al mando de Jerhyn, el hijo del sultán. Durante la acción de Diablo II el palacio está tomado por diversos monstruos, por lo que el ejército permanece defendiendo el interior del palacio y la ciudad es defendida por los mercenarios de Greiz.

## Habitantes
No hay datos sobre la población total de la ciudad, aunque se supone que es numerosa. Los habitantes conocidos son: Atma, la tabernera; Drognan, un mago; Elzix, comerciante y dueño de la posada La lluvia del desierto; Fara, antigua paladín y armera; Geglash, un borracho; Greiz, jefe de un grupo de mercenarios; Jerhyn, hijo del sultán y dirigente de la ciudad; Kaelan, guarda de palacio; y Lysander, vendedor de pociones. Durante la acción de Diablo II residen allí temporalmente, aunque son naturales de otras ciudades el mago horádrico Deckard Caín, el marinero Meshif y el mercader Warriv.
Los alrededores de la ciudad están poblados por diferentes monstruos. Aparte de los seres típicos de Diablo (como esqueletos), se encuentran algunos que están basados en momias, serpientes y escarabajos, referentes claros de la cultura egipcia.